# EX-311
La EX-311 es una carretera de titularidad de la Junta de Extremadura. Su categoría es local. La denominación oficial es EX-311, de N-435 a Higuera de Vargas.

## Historia de la carretera
Es la antigua BA-201, cuya nomenclatura cambió a EX-311 al redefinirse la Red de Carreteras de Extremadura en 1997.

## Inicio
Tiene su origen en la intersección con la N-435.

## Final
El final está en la intersección con la EX-312 y BA-078, en la localidad de Higuera de Vargas.

## Trazado, localidades y carreteras enlazadas
La longitud real de la carretera es de 14.150 m, de los que la totalidad discurren en la provincia de Badajoz.
Su desarrollo es el siguiente:
| P. K.           | HITO                                          |
| --------------- | --------------------------------------------- |
| 0+000           | Inicio: N-435                                 |
| 13+370          | Intersección BA-081 (Jerez de los Caballeros) |
| 13+640 - 14+150 | Travesía de Higuera de Vargas                 |
| 19+070          | Fin: EX-312 / BA-078 (Higuera de Vargas).     |

## Otros datos de interés
(IMD, estructuras singulares, tramos desdoblados, etc.).
La carretera tiene una plataforma de 7 metros, con dos carriles de 3 metros y dos arcenes de 0,50 metros.
Los datos sobre Intensidades Medias Diarias en el año 2006 son los siguientes:
| P. K. | IMD | Ligeros | Pesados | % Pesados |
| ----- | --- | ------- | ------- | --------- |
| 5+000 | 227 | 219     | 8       | 3,7       |

## Evolución futura de la carretera
La carretera se encuentra acondicionada dentro de las actuaciones previstas en el Plan Regional de Carreteras de Extremadura.